# 서부난쟁이다람쥐
서부난쟁이다람쥐(Microsciurus mimulus)는 다람쥐과에 속하는 설치류의 일종이다. 신대륙난쟁이다람쥐속에 속하는 작은 나무 다람쥐로 콜롬비아와 에콰도르, 파나마에서 발견된다.

## 아종
3종의 아종이 알려져 있다.
| 아종              | 명명          | 이명             |
| ----------------- | ------------- | ---------------- |
| M. m. mimulus     | Thomas (1898) | 없음             |
| M. m. boquetensis | Nelson (1903) | 없음             |
| M. m. isthmius    | Nelson (1899) | palmeri, vivatus |